# 查理四世 (神圣罗马帝国)
查理四世（捷克語：Karel IV.，卡雷尔四世，卡尔四世，1316年5月14日—1378年11月29日）卢森堡王朝的波希米亚国王卡雷尔一世（1346年－1378年在位）和罗马人民的国王卡尔四世（1347年－1378年在位），意大利國王卡洛四世（1347年 - 1378年）。神聖羅馬皇帝查理四世（1355年加冕），盧森堡伯爵（1347年 - 1378年）。他统治时期是中世纪捷克最强盛文明的「黃金時代」，又因其博學多聞，被譽為「哲學家皇帝」。

## 生平

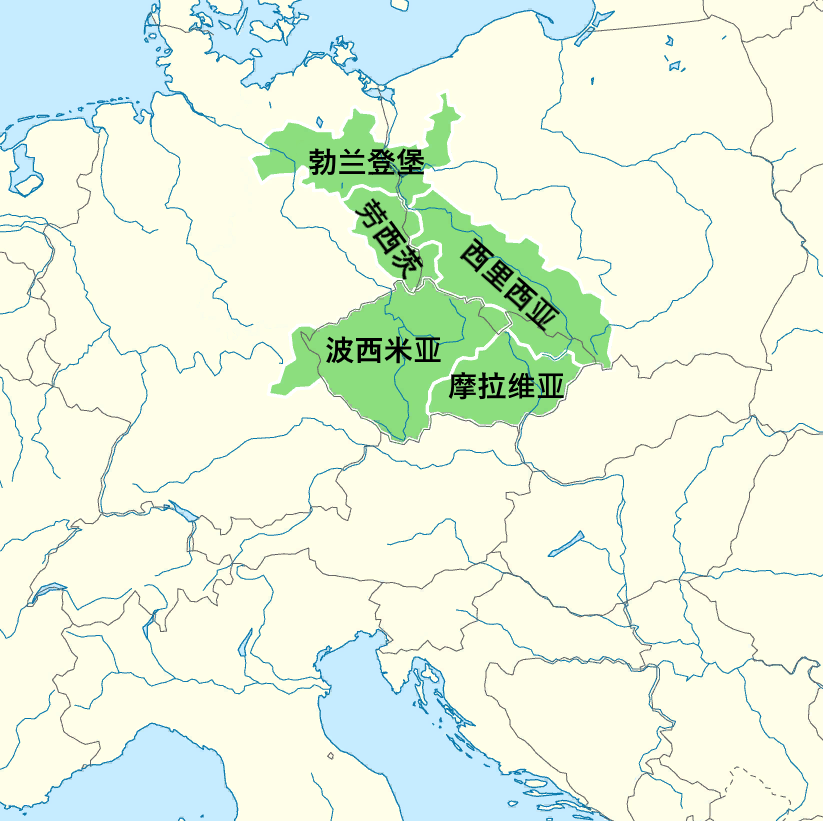
查理四世末年的極大領土（1370年代）：波希米亞王國、西里西亞（1335年取得）、布蘭登堡（1373年取得）、盧薩蒂亞（1370年取得）共四大區塊

查理四世是波希米亚国王約翰一世的长子，母亲是约翰的前任、普热米斯尔王朝波希米亚国王溫塞斯拉斯三世的妹妹艾莉絲卡，生于1316年5月14日。查理四世在少年时代受到伯多祿·羅熱爾樞機的教育。

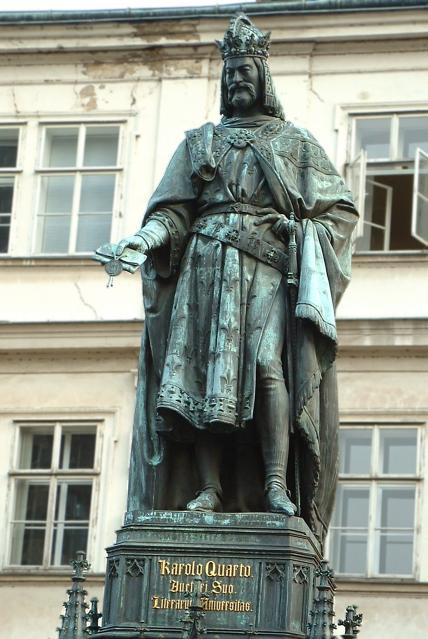
查理四世

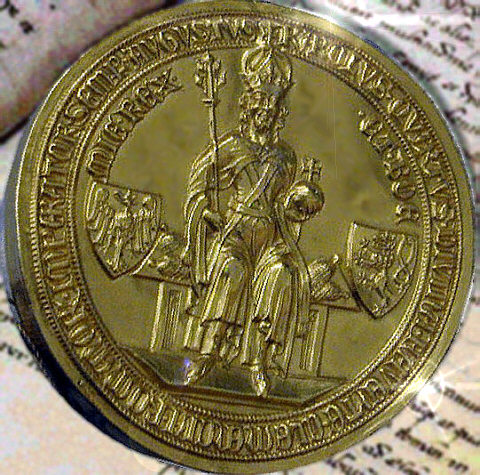
黄金诏书

1331年，约翰把卢森堡王朝在意大利北部的领地交给查理统治，这些领地是约翰的父亲神圣罗马帝国皇帝亨利七世所征服的。查理在1333年成为摩拉维亚的藩侯和波希米亚军队总督，1346年继承了父亲的波西米亚国王的王位。
1346年，一部分德意志诸侯在敌视皇帝的教皇克莱孟六世支持下，在神圣罗马帝国皇帝路易四世还在世时就选举卢森堡的查理为敌对国王。路易四世准备讨伐查理和反叛的诸侯，但在1347年突然去世。于是，查理四世成为无争议的“罗马人民的国王”。1354年他仿傚历代皇帝进军意大利，于1355年在米兰正式加冕为神圣罗马帝国皇帝。
在查理四世统治时期，波希米亚成为神圣罗马帝国的核心，布拉格成为神圣罗马帝国的首都。由于查理四世决定把自己家族的世袭领地作为卢森堡王朝强盛的支柱，波希米亚的利益在帝国的各项政策中均占领导地位（黄金诏书规定，波希米亚国王居四大世俗选帝侯之首），捷克也成了14世纪的中欧强国。早在1344年，还是王储的查理策动教皇克莱孟六世建立布拉格大主教区，显著提高了捷克教会的地位。查理四世的政策旨在加强王权，而削弱捷克贵族的势力。他采取鼓励生产和贸易的方针。布拉格在查理四世的努力下成为最美丽富庶的城市之一：1348年创办中欧第一座大学“查理大学”；修建伏尔塔瓦河上的著名桥梁“查理大桥”；在布拉格附近修建了“查理城堡”。1355年，查理四世的《查理法典》被波希米亚国会否决。
查理四世通过联姻和购买等方法为卢森堡王朝大大扩展了领土，但是不曾使用武力。新的领地包括：图林根和萨克森的一部分；下盧薩蒂亞；以及勃兰登堡马克。
查理四世作为神圣罗马帝国皇帝最著名的决定是1356年金玺诏书（或译为黄金诏书）的颁布。这部诏书是对当时德意志现实状况的承认；是对日耳曼人传统政治习俗的遵循，客观上彻底解决了皇帝与教皇之间自主教叙任权之争以来的一系列矛盾，从法律上摆脱了教皇干涉皇帝选举。按照黄金诏书，由诸侯选举皇帝的做法得到承认；这些诸侯称为选侯。在帝国境内有七大选帝侯：美因茨大主教；科隆大主教；特里尔大主教；波希米亚国王；莱茵-普法尔茨伯爵；萨克森-维滕贝格公爵；勃兰登堡藩侯以及上百个小诸侯。诸侯在自己领地内的行为，皇帝无权干涉。
1378年11月29日，查理四世因中风在布拉格去世。2005年6月捷克票選「最偉大的捷克人」（捷克語：Největší Čech）中，他排名第一。

## 家庭
1329年，查理四世與瓦盧瓦的布朗歇結婚，兩人共有兩個女兒：
1. 瑪格麗特（英语：Margaret of Bohemia, Queen of Hungary）（1335年—1349年），早逝
2. 卡塔里娜（英语：Catherine of Bohemia）（1342年—1395年）

1353年，查理四世與安娜·希維德尼察結婚，兩人共有1子1女：
1. 伊莉莎白（英语：Elisabeth of Bohemia (1358–1373)）（1358年—1373年），早逝
2. 瓦茨拉夫四世（1361年—1419年）

1363年，查理四世與波美拉尼亞的伊莉莎白結婚，兩人共有2子2女：
1. 安妮（1366年—1394年）
2. 西吉斯蒙德（1368年—1437年）
3. 約翰（1370年—1396年）
4. 瑪格麗特（英语：Margaret of Bohemia, Burgravine of Nuremberg）（1373年—1410年）

## 资料来源
1. ↑  Edward Gibbon <羅馬帝國衰亡史>(五) P129

- 苏联历史百科全书·人物卷，1961~1973

| 查理四世 (神圣罗马帝国) 盧森堡王朝出生于：1316年5月14日逝世於：1378年11月29日 | 查理四世 (神圣罗马帝国) 盧森堡王朝出生于：1316年5月14日逝世於：1378年11月29日 | 查理四世 (神圣罗马帝国) 盧森堡王朝出生于：1316年5月14日逝世於：1378年11月29日 |
| 統治者頭銜                                                                    | 統治者頭銜                                                                    | 統治者頭銜                                                                    |
| ----------------------------------------------------------------------------- | ----------------------------------------------------------------------------- | ----------------------------------------------------------------------------- |
| 前任： 路易四世                                                               | 罗马人民的国王 神聖羅馬皇帝 1347年—1378年（1355年加冕）                       | 繼任： 溫塞斯拉斯四世                                                         |
| 前任： 約翰一世                                                               | 波希米亚国王 1346年—1378年                                                    | 繼任： 溫塞斯拉斯四世                                                         |
| 前任： 約翰一世                                                               | 卢森堡伯爵 1346年—1353年                                                      | 繼任： 文策尔一世                                                             |